# Premio Gabriele Münter
El Premio Gabriele Münter es un premio artístico que se otorga a mujeres artistas de más de 40 años. Lleva el nombre de la pintora Gabriele Münter. Se considera el premio más prestigioso otorgado a artistas visuales en Alemania.

## Descripción
El premio, co-iniciado por Marianne Pitzen y otras mujeres es otorgado desde 1994 por el Ministerio Federal para la Familia, los Ancianos, las Mujeres y los Jóvenes en cooperación con la Asociación Federal de Artistas Visuales, GEDOK y el Museo de las mujeres de Bonn. Está dotado con 20.000 euros y una exposición colectiva en el Museo de las mujeres de Bonn, o en el Martin-Gropius-Bau de Berlín, o en la Academia de las Artes de Berlín.
Es el primer premio de arte europeo para artistas visuales profesionales de más de cuarenta años. Este criterio de edad fue elegido porque las mujeres de esta generación están claramente subrepresentadas en los principales premios.
En 2012, la ministra Kristina Schröder congeló el subsidio y luego lo canceló. El premio generalmente se otorga cada tres años. 

## Galardonadas
- 1994, Thea Richter y Gudrun Wassermann (dos artistas de la instalación)
- 1997, Valie Export (artista multimedia)
- 2000, Rune Mields (pintora)
- 2004, Cornelia Schleime (pintora)
- 2004, Ulrike Rosenbach (intérprete)
- 2007, Leni Hoffmann (artista de instalación)
- 2010, Christiane Möbus (escultora)
- 2017, Beate Passow (instalación política, artista de fotografía y collage)[1]